# Niki Xanthou
Niki Xanthou (griechisch Νίκη Ξάνθου, Aussprache [ˈnici ˈksanθu], * 11. Oktober 1973 in Rhodos) ist eine ehemalige griechische Weitspringerin.
In ihrer Karriere stellte Xanthou insgesamt neun nationale Rekorde im Weitsprung auf. 1996 gelang ihr erstmals der Sprung über die 7-Meter-Marke.
Bei den Leichtathletik-Weltmeisterschaften 1997 in Athen gewann Xanthou die Silbermedaille, als sie sich mit 6,94 m nur der Russin Ljudmila Galkina (7,05 m) geschlagen geben musste. Im gleichen Jahr gewann sie mit 6,72 m die Goldmedaille bei den Mittelmeerspielen in Bari. Ebenfalls siegreich in ihrer Spezialdisziplin war Xanthou bei den Leichtathletik-Halleneuropameisterschaften 2002 in Wien.
Xanthou nahm an drei Olympischen Sommerspielen teil: 1996 in Atlanta wurde sie Vierte mit 6,97 m, 2000 in Sydney und 2004 in Athen schied sie in der Qualifikation aus. Die Spiele in Athen waren auch ihr letzter Auftritt bei internationalen Großereignissen.
Niki Xanthou ist 1,74 m groß und wog zu Wettkampfzeiten 62 kg. Die Ehe mit ihrem Trainer Dimitrios Chatzopoulos wurde geschieden.

## Persönliche Bestleistungen
- Weitsprung: 7,03 m, 18. August 1997, Bellinzona
  - Halle: 6,91 m, 16. Februar 1997, Liévin